# Espingarda de torsión

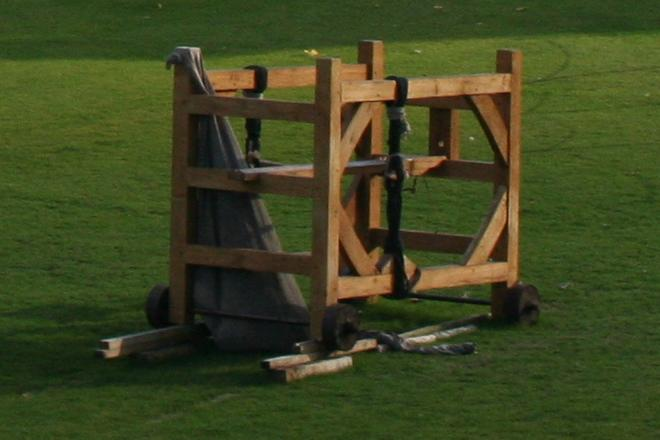
Reconstrucción moderna de una espingarda de torsión, pudiéndose observar los tendones retorcidos que impulsan los brazos de arco montados hacia dentro. Expuesta en la Torre de Londres.

La espingarda o espringarda, es un tipo de arma medieval de asedio equivalente a una gran balista que podía ir montada sobre ruedas o sobre un afuste fijo y que se utilizaba para lanzar flechas o grandes dardos de balista, esferas de piedra, o fuego griego. Descrita desde el siglo XI en el imperio Bizantino, fue utilizada en Europa a partir de los siglos XII-XIII hasta el siglo XV, para la defensa o el ataque de las plazas fuertes. También podía ser utilizada para lanzar esferas de plomo.

## Historia

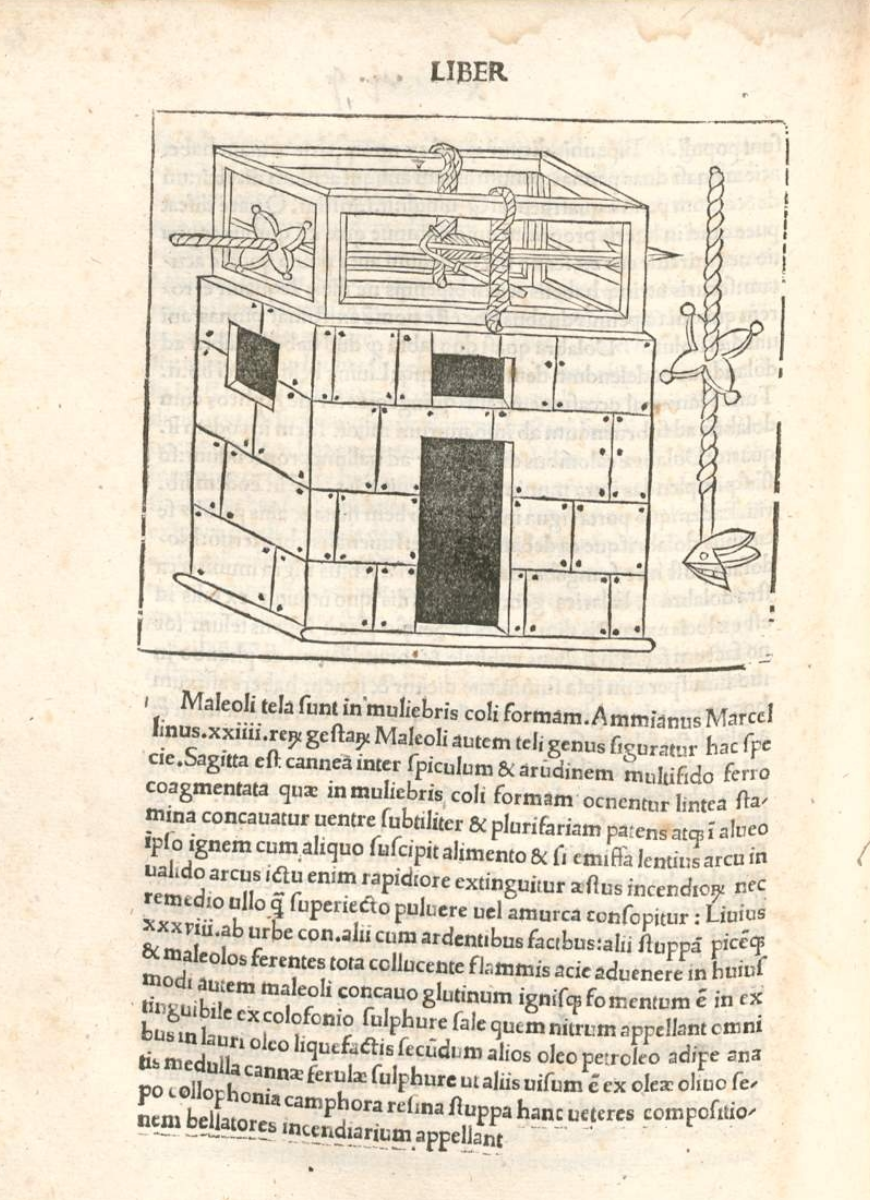
Ilustración de una Espringal por Valturi.

Se representa en un diagrama de un manuscrito bizantino del siglo XI, pero en la Europa occidental es más evidente a finales del siglo XII y principios del siglo XIII. Se construyó con los mismos principios que una balista griega o romana, pero con armas inclinadas hacia dentro. También fue conocido como 'arco de piel', un dispositivo de torsión que usaba tiras retorcidas de seda o de tendón para alimentar dos arcos.
Algunos ejemplos fueron elaborados por Leonardo da Vinci, pero en un momento en que también dibujaba armas de pólvora. No hay hallazgos arqueológicos conocidos de ejemplares de estas máquinas, pero es muy probable que, debido a la naturaleza de los materiales utilizados, se produjera algún reciclaje de material en el momento de su desaparición.

## Etimología
El término espingarda, espringarda, con una base latina, espringarda, espringardus, espringaldus, viene del occitano espringuer, con el significado de saltar.

## Descripción
Hay dos tipos de espingarda: las espingardas básicas obtenían su energía potencial de la tensión de un brazo de un tipo arco, las espingardas de torsión, más potentes, almacenaban su energía a partir de la torsión de unos fajos retorcidos de tendón o de seda. Ambas armas probablemente se desarrollaron en el siglo XI, basándose en unas hechas por los romanos.

### Medida
Aunque Leibell describe las medidas de la máquina como un "Grande Springald", es más probable que fuera de una medida estándar. Si se investigan las evidencias, como las medidas de las figuras en "El romance de Alexandre", donde está detallada la altura de los cuernos superiores, no hay ningún dato que sugiera que son enanos. Aunque la longitud del virote a disparar parece ser bastante largo.

## Espingarda básica

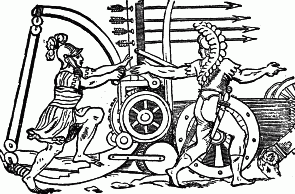
Espingarda básica con 4 flechas

Dado que la ballesta no era suficientemente eficaz para algunos propósitos, la espingarda se desarrolló como una poderosa arma de precisión y que podía disparar proyectiles más grandes. Los proyectiles podían ser flechas o dardos pesados. Un arco de madera como resorte era fácil de construir y también fácil de operar, por estos motivos se desplegó rápidamente.
El apoyo de las flechas consistía en una viga de madera vertical fuerte y sólida con un agujero en la parte superior donde se insertaba la flecha. En la parte inferior de este viga de madera, se unía, sólidamente, un tablón de madera flexible con una cuerda atada a su extremo superior. El tablón se torcía hacia atrás con un torno o un cabestrante. Una vez tenía la tensión adecuada, se liberaba, golpeando la parte posterior de las flechas, lanzándolas con fuerza contra el objetivo. También había variantes con más de un agujero en la viga, por lo que se podían disparar varias flechas a la vez.
Las espingardas potentes tenían barras de refuerzo por todos lados para mantener la barra de lanzamiento en su lugar. Solían tenían otra viga graduable, como puntero de flecha, para poder cambiar la inclinación del tiro. Este tipo de espingarda, al necesitar poco espacio en anchura, era ideal para su uso detrás de los agujeros de las almenas de los castillos o a bordo de buques de guerra. De hecho, no era tan potente como la espingarda de torsión, pero tenía la ventaja de ser más barata y relativamente fácil de fabricar, aparte de que no necesitaba personal especializado para su operación.

## Espingarda de torsión

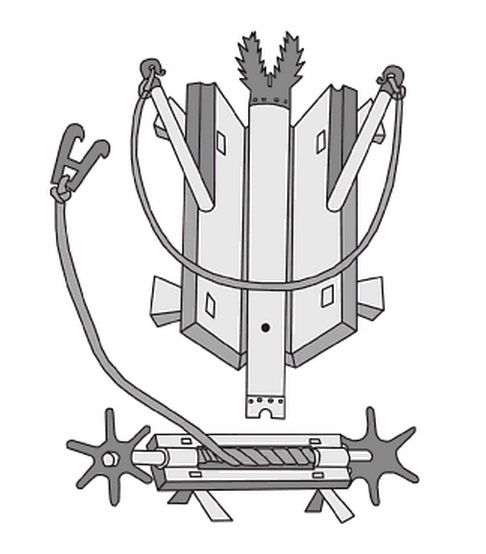
Ilustración de una espingarda en el Bellifortis de Konrad Kyeser.

Este modelo de espingarda fue un desarrollo medieval de la antigua balista romana. La variante medieval se veía muy diferente de la original romana. El resorte de torsión de la espingarda consistía en un "torno" de tendones como la balista.
Dado que el arco se tensaba con un tornillo sin fin, la velocidad de disparo de este tipo de espingarda no era muy alta: se podía tardar hasta 2 o 3 minutos hasta darle la tensión suficiente para el tiro. El arma, por otra parte, era muy poderosa y mortífera. El año 1304, una sola flecha de espingarda habría atravesado cuatro o cinco hombres. La espingarda de torsión también podía disparar piedras o dardos, aparte de flechas.

### Composición y funcionamiento
La espingarda estaba formada por un chasis en forma de paralelepípedo, sosteniendo una especie de arco interno. Funcionaba según los mismos principios que las ballestas antiguas, pero con unos brazos oscilantes situados en el interior. La fuerza del arma provenía de la tensión de las cuerdas retorcidas (de seda o de tendón animal) que se aplicaba sobre los dos brazos tipo arco. Detrás del soporte había una palanca de madera larga y elástica, unida a ella por la base, cuya parte superior estaba conectada a un collar sujeto a máquina con una cuerda.
La cuerda empleada estaba hecha con tendones (o fibras de seda ) torcidos. Para armarla se hacía mediante ganchos, llevando esta cuerda hasta la nuez del disparador, gracias a diferentes tipos de mecanismo, según el modelo, ya fuera con un eje con un tornillo sinfín, o bien con un cabestrante.  
El resorte constaba de un marco rectangular pesado, con los muelles de torsión que iban desde el centro hacia los lados (a la izquierda y a la derecha) sobre unas vigas inferiores y superiores. Cuando el tendón del arco se estiraba hacia atrás, el momento de torsión de los tendones ponía los brazos de la espingarda en tensión.

## Reconstrucciones
Se pueden encontrar varios ejemplos reconstruidos, Jean Leibell construyó un modelo de 12 " para sus investigaciones sobre " Springalds y Great Crossbow " que fue encargado por el Royal Armory Museum, y se puede ver un modelo más grande en la Torre de Londres. -hay un ejemplo de medida real en el Museo de las Armerías Reales de Fort Nelson, Portsmouth de unos 8 pies (2,4 m) de longitud y capaz de lanzar un dardo de 2,4 kilogramos (5.3 libras) más allá de 55 m (más del alcance esperado) y un virote de 1,5 kilogramos (3,3 libras) a más de 77 metros (84 m). Este ejemplar fue retirado por el fabricante, "The Tenghesvisie Mechanical Artillery Society", para seguir investigando el mecanismo de tensado y efectuar pruebas de tiro. La máquina fue devuelta al museo en la primavera de 2013 para una demostración pública de artillería mecánica en Fort Nelson. También existe (o existió) la réplica de una gran espingarda de torsión en el Parque Trebuchet, Albarracín, España.